# Seven Centroamericano Femenino
El Seven Centroamericano Femenino es un torneo de selecciones de rugby 7 que se realiza en América Central desde 2013.

## Resultados
| Edición | Año  | Sede                | Campeón    | Resultado | 2º puesto   | 3º puesto | 4º puesto   |
| ------- | ---- | ------------------- | ---------- | --------- | ----------- | --------- | ----------- |
| I       | 2013 | Cantón de La Unión  | Costa Rica | 38 - 7    | El Salvador |           |             |
| II      | 2014 | Ciudad del Saber    | México     | 25 - 5    | Costa Rica  |           |             |
| III     | 2015 | San Salvador        | Perú       | 17 - 12   | Costa Rica  |           |             |
| IV      | 2016 | Ciudad de Guatemala | Guatemala  | 14 - 10   | Costa Rica  |           |             |
| V       | 2017 | San José            | Guatemala  | 19 - 14   | Costa Rica  |           |             |
| VI      | 2018 | San José            | Costa Rica | 15 - 12   | Guatemala   |           |             |
| VII     | 2022 | San José            | Costa Rica | 29 - 7    | Panamá      | Nicaragua | El Salvador |
| VIII    | 2023 | Garabito            | Costa Rica |           |             |           |             |

## Posiciones
Número de veces que las selecciones ocuparon las dos primeras posiciones en todas las ediciones.
| Año         | Campeón | 2º puesto |
| ----------- | ------- | --------- |
| Costa Rica  | 4       | 4         |
| Guatemala   | 2       | 1         |
| Perú        | 1       |           |
| México      | 1       |           |
| El Salvador |         | 1         |
| Panamá      |         | 1         |